# Roupala pinnata
Espèce
Synonymes
- Adenostephanus guyanensis Meisn.[2]
- Euplassa meridionalis Salisb. ex Knight[2]
- Roupala pinnata Lam.[2]

Statut de conservation UICN

 VU B1+2c : Vulnérable
Roupala pinnata est une espèce de plantes à fleurs de la famille des Proteaceae endémique du Pérou.

## Publication originale
- Publications of the Field Museum of Natural History, Botanical Series 13(2/2): 374. 1937.